# 28989 Lenaadams
28989 Lenaadams è un asteroide della fascia principale. Scoperto nel 2001, presenta un'orbita caratterizzata da un semiasse maggiore pari a 2,472395 UA e da un'eccentricità di 0,207325, inclinata di 4,543510° rispetto all'eclittica. Ha un diametro di 7,543 km.